# 24087 Ciambetti
24087 Ciambetti este un asteroid din centura principală de asteroizi.

## Descriere
24087 Ciambetti este un asteroid din centura principală de asteroizi. A fost descoperit pe 27 octombrie 1999 la Dossobuono la Observatorul Madonna di Dossobuono. Asteroidul prezintă o orbită caracterizată de o semiaxă mare de 2,42 ua, o excentricitate de 0,22 și o înclinație de 11,6° în raport cu ecliptica.